# Movimiento Nacional
El Movimiento Nacional és la denominació del conjunt de forces polítiques que es van adherir a l'aixecament militar del 18 de juliol de 1936 i van constituir posteriorment el partit únic del règim franquista (FET y de las JONS).
Els seus principis, totalitaris i feixistes, proclamats en la Ley Fundamental de Principios del Movimiento Nacional del 1958, constituïen la ideologia oficial de la dictadura de Francisco Franco (aquest era el cap suprem de l'organització).
L'excap de l'Estat espanyol, el rei Joan Carles I, va jurar a la seva coronació actuar segons les Leyes Fundamentales del Reino i complir-les. Entre les lleis estava inclosa la Ley Fundamental de Principios del Movimiento Nacional. Va ser oficialment abolit l'abril del 1977.